# Whitewater (condado de Walworth, Wisconsin)
Whitewater es un pueblo ubicado en el condado de Walworth en el estado estadounidense de Wisconsin. En el Censo de 2010 tenía una población de 1471 habitantes y una densidad poblacional de 19,14 personas por km².

## Geografía
Whitewater se encuentra ubicado en las coordenadas 42°46′35″N 88°43′58″O / 42.77639, -88.73278. Según la Oficina del Censo de los Estados Unidos, Whitewater tiene una superficie total de 76.85 km², de la cual 74.26 km² corresponden a tierra firme y (3.37%) 2.59 km² es agua.

## Demografía
Según el censo de 2010, había 1471 personas residiendo en Whitewater. La densidad de población era de 19,14 hab./km². De los 1471 habitantes, Whitewater estaba compuesto por el 96.87% blancos, el 0.27% eran afroamericanos, el 0% eran amerindios, el 0.61% eran asiáticos, el 0% eran isleños del Pacífico, el 0.82% eran de otras razas y el 1.43% pertenecían a dos o más razas. Del total de la población el 4.01% eran hispanos o latinos de cualquier raza.